# 天津市第五十七中学
天津市第五十七中学，简称天津市五十七中，位于天津市河北区昆纬路38号，始建于1939年，前身是天津女二中，是天津市最早的公立女子中学。目前，是天津市首批重点中学。